# Alessio Romenzi
Alessio Romenzi (Colle Sant'Angelo, 1974) è un fotoreporter italiano.

## Biografia
Lavora come fotografo di guerra freelance dal 2009; trasferitosi a Gerusalemme dopo aver lavorato alla ThyssenKrupp come metalmeccanico, documenta estensivamente gli eventi della primavera araba, coprendo in particolar modo Egitto e Libia. Lavora fra gli altri con Agence France-Presse, Organizzazione delle Nazioni Unite, Croce Rossa Internazionale. Mentre il lavoro lo porta a fotografare le aree di crisi in Medio Oriente, Africa ed Europa, sta lavorando a un progetto di lungo termine sui rifugiati della guerra civile siriana. Documenta la guerra civile in Iraq e la battaglia di Mosul.
Nel 2013 vince il primo premio General News – Stories del World Press Photo   l'award of excellence al Picture Of the Year International e il primo premio dell’UNICEF photo of the year
Con i reportages sull'assedio di Sirte, nel 2018 viene ancora premiato al World Press Photo oltre che al SONY World Photography Organization.
Nel 2018 presenta alla 75ª Mostra internazionale d'arte cinematografica di Venezia il documentario Isis, Tomorrow. The Lost Souls of Mosul, realizzato con Francesca Mannocchi, sua ex compagna, sui figli dei miliziani dell'ISIS. il primo premio nella sezione attualità dei Sony World Photography Awards del 2017, con il reportage We are taking no prisoners sull'assedio di Sirte ad opera dell'esercito libico.